# Liste der braunschweigischen Gesandten in Österreich
Dies ist eine Liste von Gesandten des Herzogtums Braunschweig in Österreich.

## Gesandte
1826: Aufnahme diplomatischer Beziehungen
- 1826–1828: von Rheinfelden
- 1828–1851: Simon von Erstenberg zum Freienthurm (1774–1850)
- 1851–1852: vakant
- 1852–1862: Joseph Christian von Zedlitz (1790–1862)
- 1862–1887: Carl Maria von Thienen-Adlerflycht (1835–1900)

1887: Auflösung der Gesandtschaft